# Tre salici. L'amicizia è per sempre
Tre salici: l'amicizia è per sempre è un libro per adolescenti della scrittrice statunitense Ann Brashares, famosa per la serie Quattro amiche e un paio di jeans.

## Trama
Tre amiche Ama Botsio, Polly Winchell e Jo Napoli stanno attraversando un momento difficile per la loro amicizia. A settembre andranno al liceo e non sono più molto amiche perché Jo ha trovato nuovi amici molto popolari e cerca di essere più gettonata arrivando a vergognarsi delle sue amiche, Ama ha trovato una nuova amica, Grace e si preoccupa molto per lo studio e Polly viene considerata stramba e non ha trovato nuovi amici.
Durante l'estate Jo trova lavoro a un ristorante e conosce delle ragazze più grandi molto popolari e un ragazzo molto attraente chiamato Zach.
Alla fine tratta male Polly e viene tradita da Zach e alla fine capisce che loro non erano vere amiche come Ama e Polly che le sono sempre state accanto. Inoltre, i suoi genitori che l'hanno sempre ignorata divorziano e Jo non si preoccupa di mantenere i contatti con il padre.
Un giorno Jo rovescia una bottiglia di vino spinta da Effie, l'odiosa ex del suo attuale ragazzo, Jo viene licenziata e non sapendo dove andare va a casa del padre, col quale ristabilirà un rapporto e sentirà meno la mancanza del defunto fratello Finn (morto per problemi di cuore).
Ama sarà costretta a partecipare a un campeggio per guadagnare punti per il liceo. Inizialmente odia il campeggio detestando camminare, avendo paura dell'altezza, e non potersi curare i capelli crespi. Le toccherà condividere la tenda con Carly una ragazza che sta con tutti. Una notte ad Ama sembra di vedere Carly e Noah, il ragazzo per il quale ha una cotta. Quando poi sarà dimenticata dal suo gruppo e si troverà da sola tra le montagne i suoi genitori le daranno il permesso di tornare a casa. Ma poi si affezionerà a Maureen, un capogruppo e scoprirà che Noah non è mai stato con Carly, la quale le regalerà una crema per lisciare i capelli per scusarsi. Alla fine ce la farà a compiere la scalata, diventerà amica di Carly e starà con Noah. Polly scoprirà che sua nonna era una modella e allora inizierà ad appassionarsi di moda, scoprendo cose interessanti sulle modelle. Finirà per iscriversi a un campo per modelle partecipando a una sfilata (non è un granché Polly).
Polly alla fine capirà che non è adatta a fare la modella e scoprirà che la madre è alcolizzata e che ciò la porterà ad avere un collasso. Le tre ragazze capiranno che avevano messo in discussione la loro amicizia e che avevano già il segno che avevano tanto cercato: tre salici che avevano piantato insieme da piccole.

## Personaggi
- Ama Botsio: Ama ha la pelle scura e i capelli crespi, stirati con la piastra. È una ragazza molto studiosa, determinata, ambiziosa e razionale. Ha un'ossessione per i capelli e non sopporta la vita all'aria aperta.
- Pollywogg "Polly" Winchell: Polly è la meno bella di tutte: bassa, mingherlina, ma tutta curve, con zigomi marcati e occhi e capelli scuri. È considerata strana, ma è molto buona e ingenua.
- Jo Napoli: Jo è rossa, con le lentiggini. È molto alla moda, estroversa e popolare, con tante amiche grandi. Il suo comportamento ingiusto verso Ama e Polly deriva per la sofferenza del suo rapporto con i genitori e la perdita di suo fratello, Finn.
- Zach: Ragazzo di Jo, ex di Effie. Molto bello e sicuro di sé, fedifrago e doppiogiochista.
- Noah: Ragazzo di Ama, simpatico e carino.
- Dia: Madre di Polly, giovanile, con piercing e tatuaggio. Stramba e un po' imprudente.
- Bryn: Nuova amica di Jo, snob e sprezzante.
- Meghan, Sheba, Violet: Cameriere e amiche di Jo.
- Effie Kaligaris: Ex di Zach, odia Jo e ama Zach. Molto intrigante: abbronzata, formosa, con capelli neri e naso grosso. Acida e antipatica. È la sorella di Lena, una delle protagoniste di "4 amiche e un paio di jeans".

Sarà lei a contribuire al licenziamento di Jo.

## Edizioni
- Ann Brashares, Tre salici. L'amicizia è per sempre, traduzione di M. Accardi, Collana Rizzoli narrativa, Rizzoli, 2009,  pp. 359, ISBN 88-17-03362-6.